# Pittosporum hosmeri
Pittosporum hosmeri är en tvåhjärtbladig växtart som beskrevs av Joseph Rock. Pittosporum hosmeri ingår i släktet Pittosporum och familjen Pittosporaceae. Inga underarter finns listade.

## Bildgalleri

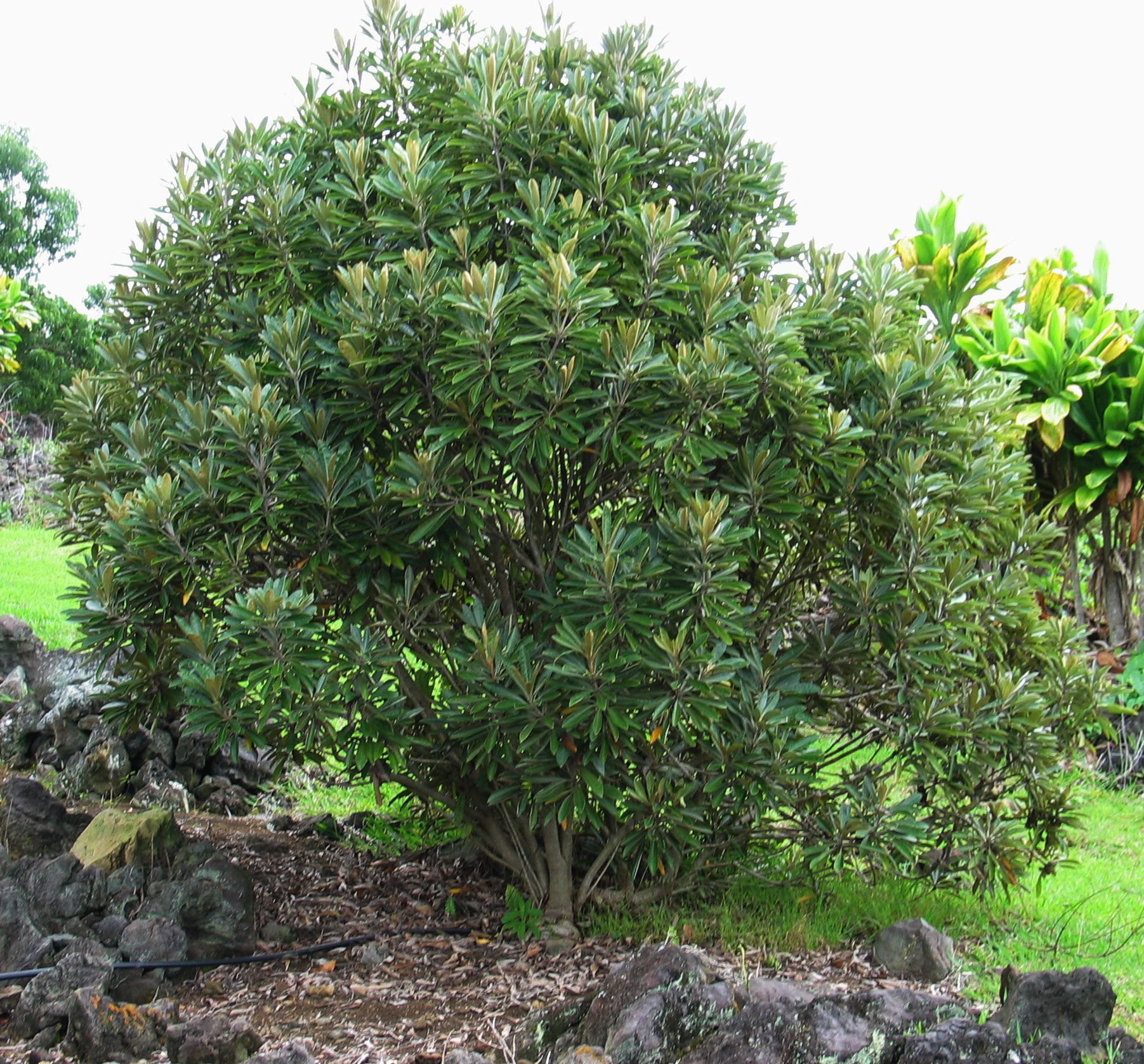
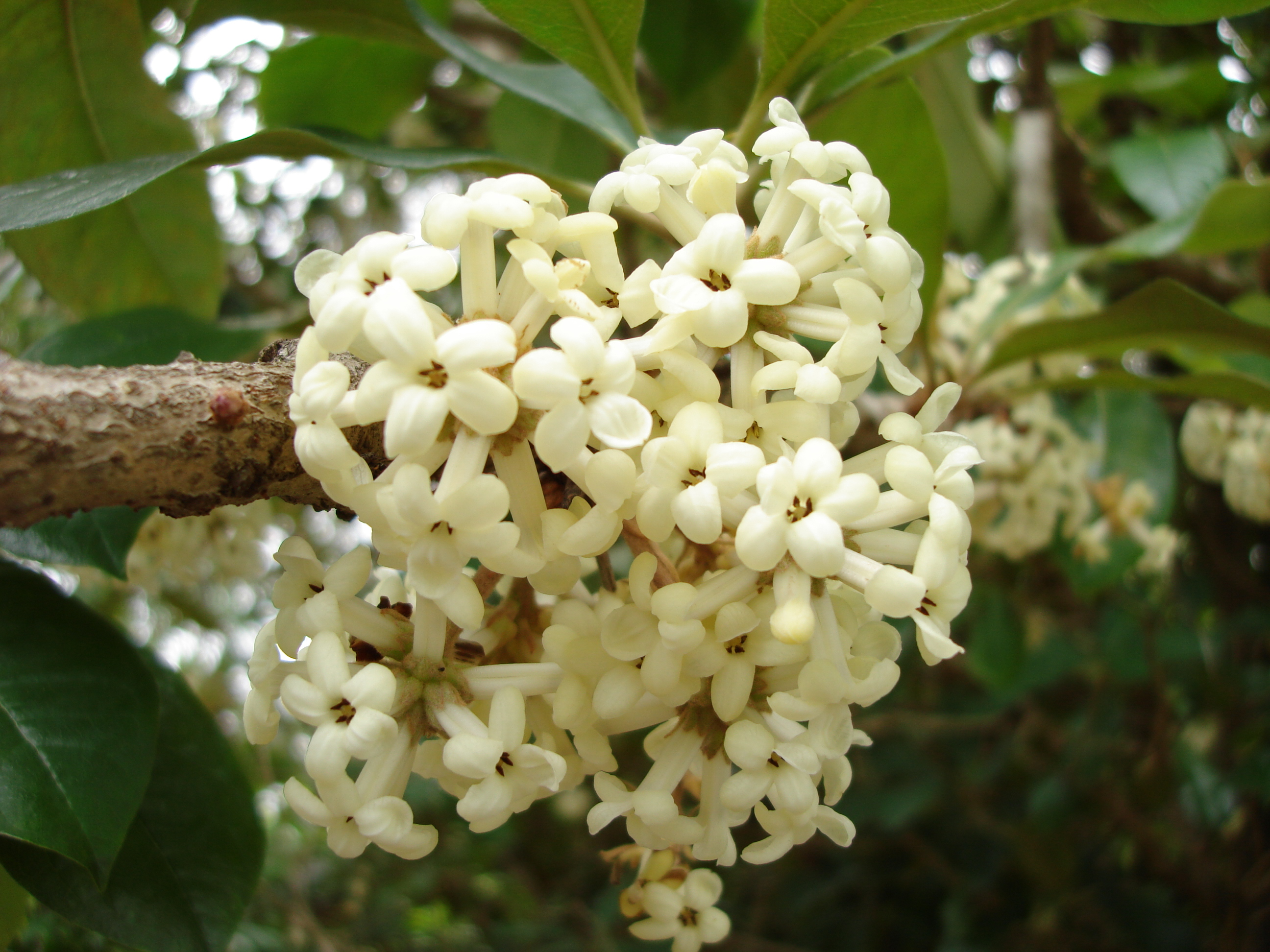